# Muhammad Husajn Tantáví
Muhammad Husajn Tantáví Sulajmán (arabsky محمد حسين طنطاوى سليمان‎; 31. října 1935, Káhira – 21. září 2021, Káhira) byl egyptský polní maršál a politik.
Dne 11. února 2011 fakticky převzal, jako předseda Nejvyšší vojenské rady, od odstupujícího prezidenta Muhammada Husní Mubaraka pozici hlavy Egyptské arabské republiky. Předání moci bylo důsledkem Egyptské revoluce, která byla namířena proti stávajícímu režimu a prezidentovi Mubarakovi.

## Život
Armádní kariéru zahájil v roce 1956 a účastnil se v řadách egyptské armády všech významných konfliktů – Suezské krize v roce 1956, Šestidenní války v roce 1967 i Jomkipurské války v roce 1973. Funkci ministra obrany a vojenského průmyslu zastával od roku 1991, současně s tím byl i vrchním velitelem egyptské armády. Pozici ministra obrany zastával i v průběhu revolučních událostí ledna a února 2011 v nové vládě Ahmada Šafíka. Dne 30. ledna 2011 byl jmenován zástupcem předsedy vlády a 11. února převzal moc od odstupujícího prezidenta Mubaraka.

## Vyznamenání

### Egyptská vyznamenání

#### Vojenská vyznamenání
- Medaile za dlouhou a příkladnou službu
- Medaile stříbrného výročí na říjnovou válku 1973 – 1998
- Medaile zlatého výročí revoluce 1952 – 2002
- Vyznamenání za vojenskou službu I. třídy
- Vyznamenání za vynikající službu
- Vyznamenání za výcvik I. třídy

#### Civilní vyznamenání
- řetěz Řádu Nilu
- velkostuha Řádu republiky
- velkokříž Řádu za zásluhy

### Zahraniční vyznamenání
- Medaile za osvobození Kuvajtu I. třídy – Kuvajt
- velkostuha Národního řádu za zásluhy – Mauritánie
- Řád znamenitosti – Pákistán
- velkokříž Řádu prince Jindřicha – Portugalsko
- speciální třída Medaile za osvobození Kuvajtu – Saúdská Arábie
- čestný rytíř Řádu svatého Michala a svatého Jiří – Spojené království
- komtur Řádu republiky – Tunisko